# Старий Градаць
Старий Градаць (хорв. Stari Gradac) — населений пункт у Хорватії, в Вировитицько-Подравській жупанії у складі громади Питомача.

## Населення
Населення за даними перепису 2011 року становило 674 осіб.
Динаміка чисельності населення поселення:

## Клімат
Середня річна температура становить 11,56 °C, середня максимальна – 26,25 °C, а середня мінімальна – -5,38 °C. Середня річна кількість опадів – 764 мм.
| Клімат поселення                              | Клімат поселення | Клімат поселення | Клімат поселення | Клімат поселення | Клімат поселення | Клімат поселення | Клімат поселення | Клімат поселення | Клімат поселення | Клімат поселення | Клімат поселення | Клімат поселення | Клімат поселення |
| Показник                                      | Січ.             | Лют.             | Бер.             | Квіт.            | Трав.            | Черв.            | Лип.             | Серп.            | Вер.             | Жовт.            | Лист.            | Груд.            |                  |
| Середній максимум, °C                         | 5,96             | 8,08             | 12,80            | 17,50            | 23,18            | 26,25            | 25,24            | 24,30            | 20,02            | 15,19            | 9,83             | 4,75             |                  |
| Середня температура, °C                       | 0,30             | 2,41             | 7,11             | 11,83            | 17,50            | 20,57            | 21,85            | 20,92            | 16,63            | 11,80            | 6,41             | 1,36             |                  |
| Середній мінімум, °C                          | −5,38            | −3,25            | 1,46             | 6,16             | 11,84            | 14,90            | 18,47            | 17,53            | 13,25            | 8,41             | 3,06             | −2,02            |                  |
| Норма опадів, мм                              | 44               | 39               | 47               | 61               | 73               | 88               | 75               | 77               | 66               | 64               | 75               | 55               |                  |
| Середньомісячна швидкість вітру, м/с          | 2.25             | 2.50             | 2.88             | 2.70             | 2.47             | 2.27             | 2.20             | 2.00             | 2.00             | 2.10             | 2.20             | 2.30             |                  |
| Середньомісячна сонячна радіація, кДж/м²·день | 4084             | 6865             | 10724            | 15198            | 19402            | 21459            | 22168            | 19641            | 14438            | 8942             | 4599             | 3363             |                  |
| --------------------------------------------- | ---------------- | ---------------- | ---------------- | ---------------- | ---------------- | ---------------- | ---------------- | ---------------- | ---------------- | ---------------- | ---------------- | ---------------- | ---------------- |
| Джерело:                                      |                  |                  |                  |                  |                  |                  |                  |                  |                  |                  |                  |                  |                  |

## Відомі уродженці
- Мартін Шпеґель — хорватський генерал, учасник війни за незалежність.